# Українські передзвони
«Українські передзвони» — народний мистецько-історичний фестиваль поезії та пісні, заснований Олександром Ліщенком — народним декламатором.
Серед співорганізаторів: Олена Коломієць — завідувачем кафедри української мови, літератури та східних мов Університету «Україна», Тетяна Белімова — письменниця, літературознавець та викладач, поетеса Тетяна Яровицина.

## 2016

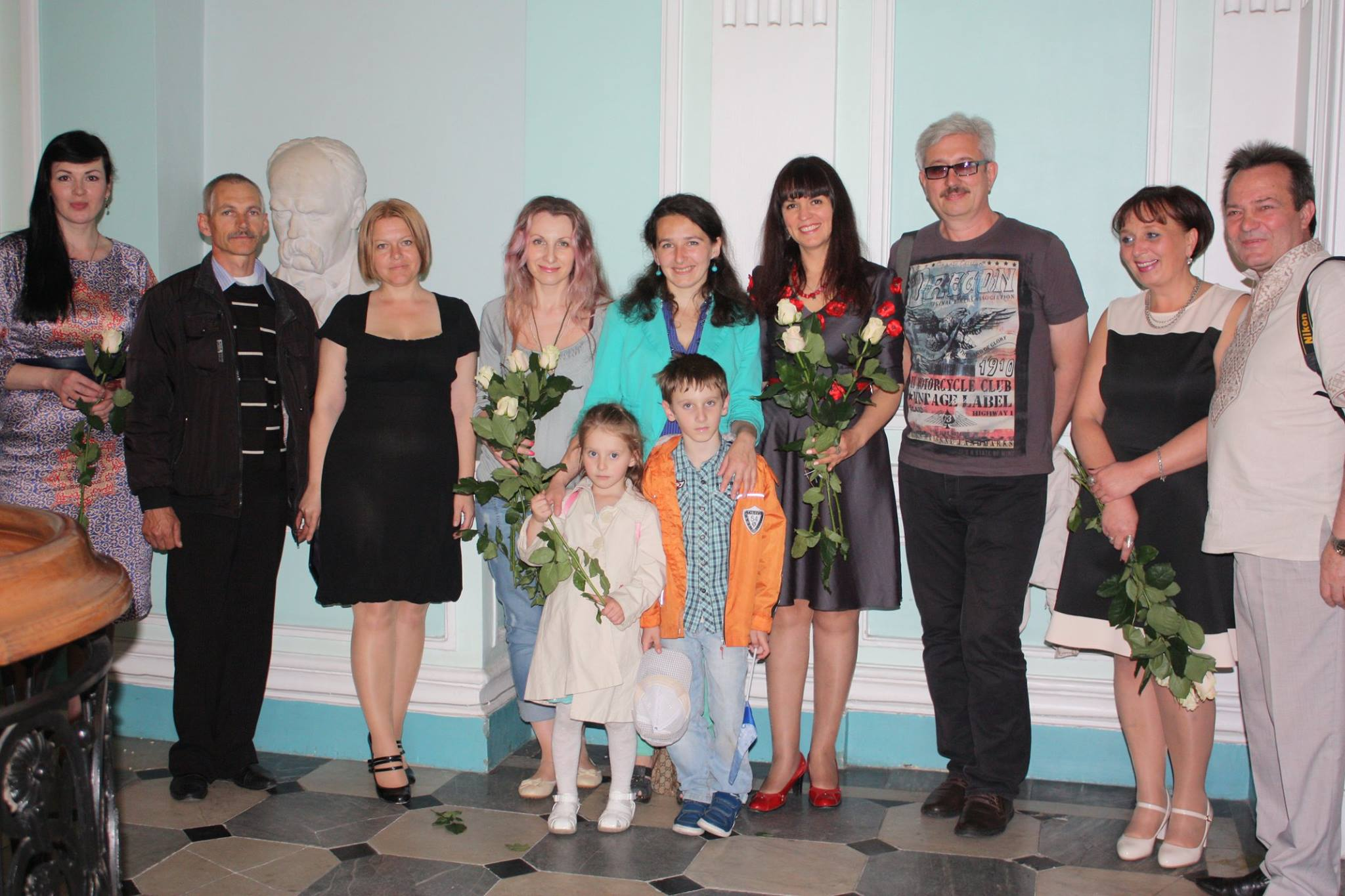
Учасники фестивалю, 21 травня 2016

«Українські Передзвони» — 8 відбулися 21 травня 2016 у стінах Національної спілки письменників України.
Учасники фестивалю представили майже всі регіони України: Хмельниччину й Донеччину, Чернігівщину й Прикарпаття, Південну Україну і Центральну. Серед учасників:
- поетеса з міста Вишневого Тетяна Домашенко, автор п'яти поетичних книжок, чиї твори про Майдан устигли вже стати народними піснями.
- Вікторія Івченко — поетеса, член київського літературного угруповання «Київ ПОЕТажний» — презентувала власну поетичну збірку «Я — Мавка».
- Київська поетка Антоніна Спірідончева, яка так само належить до літературного кола «Київ ПОЕТажний», презентувала для учасників і гостей фестивалю свою нову поетичну книжку «Афродита»
- Виконавиця авторської пісні Олександра Малаш
- поетичне подружжя з Івано-Франківська — Роман і Ольга Бойчуки, та їхня донька Ірина Бойчук
- поетеса з Волині Богдана Копачинська
- Світлана Дідух-Романенко — спеціальний гість фестивалю
- хор «Гомін»
- Наталія Ростова-Паладій — поетеса
- поетеса Тетяна Череп-Пероганич.
- Яна Ярмоленко, студентка 4 курсу Університету «Україна»
- Вікторія Осташ — київська поетеса
- поетеса Олена Коленченко з Новгород-Сіверського
- поет Віталій Савчук із Новгородки, що на Кіровоградщині презентував свою нову збірку «Перехрестя».
- народна хорова капела «Дніпро» — студентський колектив КНУ ім. Тараса Шевченка, художній керівник Ірина Душейко.
- Марія Савченко — мати української льотчиці і політичної бранки РФ Надії Савченко.
- поетеса Марія Волинська
- поетеса Світлана Холодна з Полтави
- журналіст і поетеса Марина Курапцева
- поетеса Анна Хріпункова
- поетеса Алла Миколаєнко
- поетеса і співачка Олеся Сінчук з В'ячеславом Ушаковим та її вихованками Дариною Авгеєнко та Катериною Висоцькою
- поет і бандурист Ярослав Чорногуз
- поетеса Ганна Коназюк
- Мальва Світанкова (Віта Гуцуляк) — поетка з Хмельниччини
- поетеса Наталя Святокум — один із співорганізаторів «Українських Передзвонів», очільниця обласного прес-центру партії «Свобода» (місто Новомиргород на Кіровоградщині).
- поетеса Оксамит (Алла Зайченко) з Київщини.
- виконавець авторської пісні Олександр Редич.
- київський поет Олег Максименко
- Спеціальний гість фестивалю Ярослав Джусь — український бандурист, композитор, аранжувальник, ді-джей, лауреат всеукраїнських та міжнародних конкурсів, півфіналіст та володар призу глядацьких симпатій телешоу «Україна має талант-2», засновник гурту «Шпилясті кобзарі».
- Богдан Ділай — студент ІІІ курсу КНУКіМ
- Студенти І курсу КНУКіМ виконали уривок з роману «Солодка Даруся» Марії Матіос. Художній керівник — професор, заслужена артистка України Ольга Шлемко.
- поет Юрій Балинчук — студент ІІІ курсу Інституту філології КНУ ім. Тараса Шевченка.
- Дмитро Мічуда — рідновір.

## 2014
Фестиваль вчетверте відбувся 24-26 серпня 2014 на відкритій сцені за Музеєм Голодомору в Києві.
Фестиваль вп’яте відбувся  15 листопада 2014 впродовж дня в Музеї літератури.